# Rute pri Medgorjah
Rute pri Medgorjah (nemško Berg) je naselje v Občini Žrelec v Okraju Celovec-dežela na Koroškem v Avstriji.